# Aneuretus simoni
Aneuretus simoni is een mierensoort uit de onderfamilie van de Aneuretinae. De wetenschappelijke naam van de soort is voor het eerst geldig gepubliceerd in 1893 door Emery.
De soort komt alleen voor in Sri Lanka. Hij staat op de Rode Lijst van de IUCN als kritiek.